# Дворец рококо
Дворец рококо — бывшее жилое, а ныне административное здание в Выборге. Единственная в городе постройка в стиле неорококо. Расположенный на главной городской улице — проспекте Ленина — двухэтажный особняк в центре Выборга включён в перечень памятников архитектуры.

## История
На рубеже XIX—XX веков одним из самых богатых и влиятельных выборгских предпринимателей был Фёдор Иванович Сергеев. Сын крепостного крестьянина графа Шереметьева, Фёдор Сергеев четырнадцатилетним мальчиком попал в Выборг, выучил шведский и финский языки и занялся торговлей, став купцом. Основанная Сергеевым торгово-промышленная компания, которая и поныне существует в Финляндии под названием «Oy Sergejeff Ab», включала, в том числе, пароходство, мануфактуры, торговлю нефтью, хлебом и фруктами. Большую роль в выборгской экономике играли созданные Ф. И. Сергеевым пивоваренный завод и табачная фабрика (крупнейшее предприятие Выборга на 1910 год).
Для строительства своего жилья богатый предприниматель и меценат (позднее, в 1892 году, удостоенный высокого звания коммерции советника), приобрёл участок на главной улице города, заказав в 1882 году проект купеческого особняка выборгскому губернскому архитектору Фредрику Оденвалю. Вскоре по окончании строительства Ф. А. Оденваль ушёл в отставку с должности губернского архитектора по болезни, поэтому исследователи называют дом Ф. И. Сергеева «лебединой песней» зодчего. А среди горожан сравнительно небольшой, но богато украшенный дом, построенный в 1883 году, получил прозвище «Дворец рококо».
Фасад особняка, оформленный в стиле неорококо, украшен орнаментом с узнаваемым элементом рокайль. С левой стороны расположен парадный вход, а второй этаж акцентирован длинным балконом с ажурной металлической решёткой. Первоначально балкон поддерживался консолями, украшенными четырьмя фигурами атлантов и листьями аканта (примечательно, что на фасаде построенного позднее на соседнем участке доме купца Конконена также размещены изображения атлантов, но решены они в юмористическом ключе). На балкон выходят окна гостиной, выделяющейся богатством декоративного убранства. До наших дней сохранились подлинные стенные и потолочные орнаменты. Сохранившиеся изразцовые печи, представляющие собой самые ранние образцы продукции Ракколаниокского гончарного завода, исследователи относят к ценнейшим памятникам художественной промышленности последней четверти XIX века.
Когда дети Ф. И. Сергеева выросли, они переехали в новый дом, построенный в 1908 году около вокзала, где находилась контора принадлежащей им оптовой фирмы. Последним жителем особняка была вдова Фёдора Сергеева Любовь Николаевна. После её смерти в начале 1930-х годов дом был приспособлен под размещение предприятий и учреждений, таких, как купеческий клуб, магазины, ресторан и парикмахерская. В связи с этим облик здания был грубо искажён прорубленными на первом этаже большими прямоугольными витринными окнами, а также удалением консолей с фигурами атлантов и листьями аканта.
После советско-финских войн (1939—1944) в здании разместился городской радиоузел. В 1960-х годах появился проект расширения гостиницы «Выборг» путём строительства нового многоэтажного гостиничного корпуса на соседнем участке. Небольшой особняк Сергеева оказался препятствием для строительства, и проектом брандмауэрной застройки участка предполагался его снос. Но на защиту «Дворца рококо» встали активисты Выборгского городского отделения Всероссийского общества охраны памятников истории и культуры, усилиями которых решение о строительстве гостиницы было отменено, и в 1970-е годы в ходе реставрации и приспособления под Управление главного архитектора города внешний облик здания был приближен к первоначальному проекту (при этом восстановлена форма окон, но не фигуры атлантов).
В 2000-е годы служба главного архитектора Выборга была переведена из «Дворца рококо». Рассматривается вопрос о передаче здания, пришедшего в неудовлетворительное состояние, правительству Ленинградской области для размещения подразделений региональных органов власти.